# Psittacodrillia diversa
Psittacodrillia diversa é uma espécie de gastrópode do gênero Psittacodrillia, pertencente a família Horaiclavidae.